# Maylandia cyneusmarginata
Maylandia cyneusmarginata là một loài cá thuộc họ Cichlidae. Nó là loài đặc hữu của hồ Malawi. Dải rìa xanh da trời bên vi và lappets nâu phân biệt nó với các thành viên khác của chi.